# عيسى بن شهيد
عيسى بن شُهيد بن حاجب مولى بني أمية، وحاجب أميري الأندلس عبد الرحمن الأوسط ومحمد بن عبد الرحمن.
في عام 230 هـ، عندما غزا للنورمان غرب الأندلس، وجهه الأمير عبد الرحمن الأوسط في جيش لحربهم، ثم أتبعه بجيش آخر بقيادة نصر الخصي، استطاعا هزيمة النورمان بعد عناء.
ولاه الأمير الحكم الربضي منصب الوزارة، وأوصى ابنه عبد الرحمن باستوزاره، فاستوزره كما ولاه النظر في المظالم وتطبيق الأحكام. وقد كانت بينه وبين نصر الخصي متولي شئون قصر الأمير عبد الرحمن خصومة، وكان نصر حليفًا لجارية الأمير طروب ذات الحظوة عند الأمير، التي ساعدته في الدس عند الأمير حتى عزل عيسى بن شهيد من الحجابة. إلا أنه رده للحجابة بعد فترة. وقد ساهم عيسى بن شهيد في تمكين الأمير محمد بن عبد الرحمن من ولاية عهد أبيه، حتى يقطع الطريق أمام منافسه عبد الله ابن الأمير عبد الرحمن من جاريته طروب حليفة نصر الخصي.
وقد أقره الأمير محمد بن عبد الرحمن في الحجابة، حتى توفي عيسى بن شهيد عام 243 هـ. وقد عدّه ابن القوطية مع عبد الكريم بن عبد الواحد بن مغيث في كتابه تاريخ افتتاح الأندلس، كونهما أصلح من ولي منصب الحجابة في الأندلس.